# 蓝色的爱
蓝色的爱（法語：L'amour est bleu）是一首法语歌曲，1967年由André Popp作曲、Pierre Cour作词。后来，Brian Blackburn创作了这首歌曲英语歌词。
1967年，希腊歌手薇琪·黎安卓斯代表卢森堡参加当年的欧洲歌唱大赛用法语首次演唱了这首歌曲。此后，这首歌曲被许多音乐家所录制，其中最著名的是保罗·莫里哀的轻音乐版本。理查德·克莱德曼也演奏过这首曲子的钢琴版本。